# 2005 GD187
2005 GD187, também escrito como 2005 GD187, é um objeto transnetuniano (TNO) que está localizado no cinturão de Kuiper, uma região do Sistema Solar. Ele é classificado como um cubewano. Ele possui uma magnitude absoluta de 7,2 e tem um diâmetro estimado com cerca de 123 km. por isso é pouco provável que possa ser classificado como um planeta anão, devido ao seu tamanho relativamente pequeno. Este corpo celeste é um sistema binário, o outro componente, o S/2011 (2005 GD187) 1, possui um diâmetro estimado em cerca de 102 km.

## Descoberta
2005 GD187 foi descoberto no dia 12 de abril de 2005 pelo astrônomo Marc W. Buie através do Observatório Nacional de Kitt Peak que está situado no Arizona, EUA.

## Órbita
A órbita de 2005 GD187 tem uma excentricidade de 0,014 e possui um semieixo maior de 43,309 UA. O seu periélio leva o mesmo a uma distância de 42,712 UA em relação ao Sol e seu afélio a 43,906 UA.